# ローンウルフ 一匹狼
『ローンウルフ 一匹狼』（ローンウルフ いっぴきおおかみ）は、1967年（昭和42年）10月17日から1968年（昭和43年）7月9日まで、日本テレビの火曜21:00 - 21:56枠（1968年4月2日からは、21:30 - 22:26枠）で放送されたテレビドラマ。全39話。
当時の、新聞紙上における題名は『一匹狼』。現在では『一匹狼（ローンウルフ）』と表記される場合も多いが、第1話の映像で確認できるタイトルロゴの表記は『ローンウルフ 一匹狼』であり、本項の記述もそれに準じる。

## 概要
警視庁の敏腕刑事・響 祐二（ひびき ゆうじ）は、危篤状態の息子を看取ることよりも、事件の究明を優先するほどの仕事の鬼。しかし、そのことが原因で妻・冴子との関係が冷えきってしまう。息子の死から三年後、響は自宅で冴子が見知らぬ男と争っているのを目撃する。妻を救うべく男と格闘するが、揉み合っているうちに拳銃が冴子に暴発。動揺したところを殴打され自らも気を失い、拳銃を奪われてしまう。
響は、拳銃を盗まれたことで警察を懲戒免職され、入院中の冴子も書置きを残したまま行方不明になってしまった。何もかも失った響はある晩、建設工事の贈収賄疑惑に絡む殺人事件に遭遇する。殺人に使われた拳銃の弾は、かつて響が奪われたものとライフルマークが一致していた。自分の拳銃で人の命が失われたことを知った響は、忘れようとしていた過去と向き合うことを決意。一匹狼（ローンウルフ）として、事件の真相と妻・冴子の行方を探る。

## 再放送
本作品のポジフィルムの現存状況について、東映には第1話『復讐のメロディー』の保存が確認されており、第2話『ピストル市場』以降は行方不明になっている。
保存されている第1話が東映チャンネルで過去に放送された。

## スタッフ
以下はオープニングでの表記。
企画
鎌田哲也（日本テレビ）/近藤照男/岩切文雄
構成
都筑道夫/深作欣二/佐藤純弥
脚本
（全話放送データ参照）
撮影
下村和夫【第1話】
録音
岩田広一
照明
森沢淑明【第1話】
美術
斉藤嘉男【第1話】
編集
望月徹【第1話】
記録
小貫綮子【第1話】
助監督
小林義明【第1話】
進行主任
吉村晴夫【第1話】
現像
東映化学工業株式会社
音楽
山下毅雄
主題歌
ローンウルフ 一匹狼
作詞：星野哲郎/作曲：山下毅雄/唄：天知茂
- クラウンレコード

監督
（全話放送データ参照）
制作
日本テレビ/東映株式会社

## キャスト
響祐二
天知茂
冴子（響祐二の妻）
野際陽子【第1-7,9,12-15,19,23,26,28,29,31,34,38,39話】
しのぶ（バー「しのぶ」のママ）
瞳麗子【第1,3,4,6-10,12,18,20,23,26,28,32,33話】
松本節子（冴子の妹）
城野ゆき【第4-6,8,11,12,15-17,19,23,26,28-30,35,36話】
小田切警部（響のかつての上司）
丹波哲郎【第1-3,5,6,8,12,14,16,18,20,21,28,29,37-39話】

## 全話放送データ
| 放送日          | 話数 | サブタイトル        | 脚本              | 監督     | ゲスト出演 |
| --------------- | ---- | ------------------- | ----------------- | -------- | --- |
| 1967年 10月17日 | 1    | 復讐のメロディー    | 高岩肇            | 佐藤純弥 | - 田武謙三 - 清水元 - 永山一夫 - 小瀬朗 - 池田駿介 - 新井和夫 - 八木千枝 - 大月清子 - 八名信夫 - 水木理恵 - 北峰有二 - 乙黒一 - 梅地徳彦 - A&Aプロモーション - 藤田佳子 - 柳永二郎 |
| 10月24日        | 2    | ピストル市場        | 高久進            | 小西通雄 | - 南原宏治 - 河村有紀 - 今井俊二 - 春日章良 |
| 10月31日        | 3    | 花模様の女          | 池田雄一          | 佐藤純弥 | - 真理明美 - 服部マリ - 渡辺文雄 - 桑山正一 |
| 11月7日         | 4    | 四億円の手帖        | 高久進            | 加島昭   | - 田武謙三 - 八代真矢子 - 有沢正子 - 大坂志郎 - 二本柳寛 - 穂積隆信 |
| 11月14日        | 5    | 真夜中の訪問者      | 押川国秋          | 鈴木敏郎 | - 田武謙三 - 中原早苗 - 藤木孝 - 河村弘二 - 川合伸旺 |
| 11月21日        | 6    | 夜のバラは危険      | 松山威            | 小西通雄 | - 仲谷昇 - 宗方奈美 - 佐竹明夫 - 成瀬昌彦 - 富士あけみ |
| 11月28日        | 7    | 恐喝者の影          | 高久進            | 小西通雄 | - 安井昌二 - 北条きく子 - 鶴見丈二 - 土方弘 - 八名信夫 |
| 12月5日         | 8    | 傷だらけの報酬      | 長田紀生          | 佐藤肇   | - 田武謙三 - 小瀬朗 - 岸田森 - 佐々木愛 - 渥美国泰 - 小笠原弘 - 武藤英司 |
| 12月12日        | 9    | 美しき失踪者        | 押川国秋          | 鈴木敏郎 | - 田武謙三 - 小瀬朗 - 今井健二 - 佐藤友美 - 清川新吾 - 水村泰三 |
| 12月19日        | 10   | 拾った女            | 高岩肇 宮川一郎   | 鈴木敏郎 | - 田武謙三 - 小瀬朗 - 今井健二 - 小林裕子 - 夏川大二郎 - 北林早苗 - 石橋雅史 - 稲吉靖                                                                                              |
| 12月26日        | 11   | 殺意のダイヤル      | 池田雄一          | 加島昭   | - 小高雄二 - 西尾三枝子 - 有川博 |
| 1968年 1月2日   | 12   | 白と黒の幻          | 柴英三郎          | 鈴木敏郎 | - 山本豊三 - 嘉手納清美 - 戸上城太郎 |
| 1月9日          | 13   | 断崖に立つ女        | 宮川一郎          | 鈴木敏郎 | - 松本朝夫 - 楠侑子 - 国景子 - 梅津栄 |
| 1月16日         | 14   | 拳銃のバラード      | 高久進            | 小西通雄 | - 今井健二 - 緑魔子 - 倉田爽平 - 江幡高志 - 河合絃司 |
| 1月23日         | 15   | 夜霧の十字架        | 高久進            | 佐藤純弥 | - 小瀬朗 - 日下武史 - 高須賀夫至子 - 北沢彪 - 武内亨 - 伊豆肇 |
| 1月30日         | 16   | 喪服の女            | 松山威 大和久守正 | 加島昭   | - 稲垣美穂子 - 山川ワタル - 織本順吉 - 三鬼濁 - 水島晋也 |
| 2月6日          | 17   | 限りなき逃亡        | 佐藤肇 館野彰     | 佐藤肇   | - 今井健二 - 山本勝 - 左時枝 - 竜崎一郎 - 戸浦六宏 - 加藤嘉 |
| 2月13日         | 18   | 殺しの依頼人        | 押川国秋          | 小西通雄 | - 小瀬朗 - 今井健二 - 真山知子 - 睦五郎 - 北原義郎 - 瀬良明 |
| 2月20日         | 19   | 二つの愛            | 佐藤純弥          | 鷹森立一 | - ロバート・ペイン - 高毬子 - 楠田薫 - 萩玲子 |
| 2月27日         | 20   | 甘い落し穴          | 高久進            | 鷹森立一 | - 渡辺文雄 - 福田公子 - 西沢利明 - 北竜二 - 若林映子 |
| 3月5日          | 21   | さらばわが友よ      | 長谷川公之        | 小西通雄 | - 今井健二 - 池田駿介 - 小瀬朗 - 田島和子 - 中山昭二 - 柳沢真一 - 関山耕司 |
| 3月12日         | 22   | 拳銃のロンド        | 池田雄一          | 加島昭   | - 清水まゆみ - 大川栄子 - 市村俊幸 - 白木マリ - 大村文武 - 高橋とよ - 山崎猛 |
| 3月19日         | 23   | パリ行461便         | 押川国秋          | 小西通雄 | - 今井健二 - 小瀬朗 - 山本麟一 - 伊沢一郎 - 江角英明 |
| 3月26日         | 24   | 受験生ブルース      | 山内泰雄 佐藤純弥 | 山田稔   | - 今井健二 - 池田駿介 - 三益愛子 - 松山省二 - 館敬介 |
| 4月2日          | 25   | 狂犬の罠            | 七条門 池上金男   | 山田稔   | - 今井健二 - 露口茂 - 岩城力也 - 磯野洋子 - 沼田曜一 - 南道郎 - 岸本敦子 |
| 4月9日          | 26   | その影を撃て        | 長田紀生 館野彰   | 館野彰   | - 阪口美奈子 - 川口浩 - 室田日出男 - 波多野憲 - アンドレ・ヒューズ |
| 4月16日         | 27   | 車椅子の女          | 宮川一郎          | 鈴木敏郎 | - 田武謙三 - 加賀まりこ - 二本柳寛 - 此島愛子 - 蜷川幸雄 - 中山克己 - 守田比呂志                                                                                                   |
| 4月23日         | 28   | 銃弾の中の冴子      | 佐藤純弥          | 鈴木敏郎 | - 下元勉 - 高津住男 - 野々浩介 |
| 4月30日         | 29   | 命ある限り          | 佐治乾            | 山田稔   | - 梓英子 - 多々良純 - 長谷川弘 - 田原久子 |
| 5月7日          | 30   | 野良犬の詩          | 高久進 山田稔     | 山田稔   | - 斎藤チヤコ - 北上弥太郎 - 太刀川寛 - 小林裕子 - 池田駿介 - 池田忠雄 - 稲吉靖 - 滝恵一                                                                                            |
| 5月14日         | 31   | 恐怖のめぐり逢い    | 長田紀生 山崎充朗 | 小西通雄 | - 長谷川明男 - 信欣三 - 京マリ - 石橋蓮司 |
| 5月21日         | 32   | 殺意の夜景          | 押川国秋          | 鈴木敏郎 | - 今井健二 - 松岡きっこ - 北あけみ - 丹羽又三郎 - 河村弘二 |
| 5月28日         | 33   | 地獄への片道切符    | 長田紀生 山崎充朗 | 加島昭   | - 小瀬朗 - 若柳菊 - 島栄 - 永山一夫 - 戸田皓久 - 三田村賢二 - 根岸明美 - 住吉正博                                                                                                  |
| 6月4日          | 34   | 愛と憎しみの果てに  | 大和久守正        | 山田稔   | - 小畑絹子 - 松本朝夫 - 佐藤京一 - 市川小金吾 - 宮口二郎 - 小磯マリ |
| 6月11日         | 35   | 真夜中の顔          | 松山威            | 加島昭   | - 富士真奈美 - 田村奈巳 - 近藤宏 - 増田順司 - 大泉滉 - 南寿美子 - 三角八郎 |
| 6月18日         | 36   | 女ごころ            | 押川国秋          | 鈴木敏郎 | - 早川保 - 外山高士 - 金子勝美 - 日野麻子 - 土方弘 |
| 6月25日         | 37   | 運命の拳銃          | 高久進 藤村正太   | 竹本弘一 | - 今井健二 - 村松英子 - 中田博久 - 近藤準 - 富田仲次郎 - 安城由貴子 |
| 7月2日          | 38   | 長い夜の果てに 前編 | 長田紀生 山崎充朗 | 小西通雄 | - 岩本多代 - フランツ・グルーベル - ミレーユ・リバ - ギデオン・カダリ - 植村謙二郎                                                                                                 |
| 7月9日          | 39   | 長い夜の果てに 後編 | 長田紀生 山崎充朗 | 小西通雄 | - 岩本多代 - フランツ・グルーベル - ギデオン・カダリ - 植村謙二郎 - 島田太郎 |

## ネット局
特記の無い限り全て放送時間は火曜 21:00 - 21:56（第24話まで）→21:30 - 22:26（第25話以降）、同時ネット。
- 日本テレビ（制作局）
- 札幌テレビ：土曜 22:30 - 23:26（1968年6月時点）[1]
- 青森放送[2]
- 秋田放送[2]
- 山形放送[3]
- 北日本放送[4]
- 福井放送[5]
- 山梨放送[6]
- 名古屋放送[4]
- よみうりテレビ[7]
- 日本海テレビ[8]
- 西日本放送[9]
- 広島テレビ：日曜 16:00 - 16:56（1968年6月時点）[9]
- 山口放送[10]
- 四国放送[11]
- 南海放送[10]
- 高知放送[10]
- RKB毎日放送：火曜 23:20 - 翌0:16[12]

## 主題歌シングル
A面（本作のオープニング）
一匹狼（ローンウルフ）
作詞：星野哲郎/作曲：山下毅雄/歌：天知茂/スキャット：伊集加代子/演奏：クラウン・オーケストラ
B面
復讐のメロディー
作詞：星野哲郎/作曲：山下毅雄/歌：天知茂/演奏：クラウン・オーケストラ
発売元：クラウンレコード CW-754/発売日：昭和42年11月1日

## DVD
ベストフィールドより発売された『非情のライセンス第3シリーズ コレクターズDVD』に、
東映で保存が確認されている第1話「復讐のメロディー」が映像特典として収録されている。
上記以外の全39話本篇が収録されたDVD・ブルーレイの発売はされていない。